# قرار مجلس الأمن التابع للأمم المتحدة رقم 914
قرار مجلس الأمن التابع للأمم المتحدة رقم 914، المتخذ بالإجماع في 27 نيسان / أبريل 1994، بعد التذكير بالقرارين 908 (1994) و913 (1994)، قام المجلس، بموجب الفصل السابع من ميثاق الأمم المتحدة، بزيادة قوام قوة الأمم المتحدة للحماية بما يصل إلى 6550 جنديًا إضافيًا و 150 مراقبًا عسكريًا و 275 مراقبًا من الشرطة المدنية.

## روابط خارجية
- نص القرار في undocs.org